# جويل هانراهان
جويل هانراهان (بالإنجليزية: Joel Hanrahan) هو لاعب كرة قاعدة أمريكي، ولد في 6 أكتوبر 1981 في دي موين في الولايات المتحدة.

## وصلات خارجية
- جويل هانراهان على موقع دوري كرة القاعدة الرئيسي (الإنجليزية)
- جويل هانراهان على موقعبيزبول رفرنس.كوم (الدوري الرئيسي) (الإنجليزية)
- جويل هانراهان على موقعبيزبول رفرنس.كوم (الدوري الثانوي) (الإنجليزية)
- جويل هانراهان على موقع إي إس بي إن.كوم (أم.أل.بي) (الإنجليزية)
- جويل هانراهان على موقع مشجعي الرسوم البيانية (الإنجليزية)